# NGC 1639
NGC 1639 este o galaxie situată în constelația Eridanul. A fost descoperită în 10 decembrie 1835 de către John Herschel.